# Garrotxa
La Garrotxa (nome ufficiale in lingua catalana; in spagnolo Garrocha) è una delle 41 comarche della Catalogna, con una popolazione di 51.786 abitanti; suo capoluogo è Olot.
Amministrativamente fa parte della provincia di Girona, che comprende 8 comarche.

## Lista dei comuni della Garrotxa
| città                    | superficie | popolazione | densità          |
| ------------------------ | ---------- | ----------- | ---------------- |
| Argelaguer               | 12,56 km²  | 385 ab.     | 30,65 ab./km²    |
| Besalú                   | 4,92 km²   | 2.211 ab.   | 440,04 ab./km²   |
| Beuda                    | 35,91 km²  | 146 ab.     | 4,07 ab./km²     |
| Castellfollit de la Roca | 0,73 km²   | 964 ab.     | 1.320,55 ab./km² |
| La Vall de Bianya        | 93,68 km²  | 1.214 ab.   | 12,96 ab./km²    |
| La Vall d'en Bas         | 90,82 km²  | 2.591 ab.   | 28,53 ab./km²    |
| Les Planes d'Hostoles    | 37,51 km²  | 1.900 ab.   | 46,8 ab./km²     |
| Les Preses               | 9,42 km²   | 1.644 ab.   | 174,52 ab./km²   |
| Maià de Montcal          | 17,28 km²  | 365 ab.     | 21,12 ab./km²    |
| Mieres                   | 26,29 km²  | 356 ab.     | 13,54 ab./km²    |
| Montagut i Oix           | 93,76 km²  | 858 ab.     | 9,15 ab./km²     |
| Olot                     | 29,12 km²  | 30.306 ab.  | 1.040,73 ab./km² |
| Riudaura                 | 24,10 km²  | 406 ab.     | 16,85 ab./km²    |
| Sales de Llierca         | 35,84 km²  | 108 ab.     | 3,01 ab./km²     |
| Sant Aniol de Finestres  | 47,73 km²  | 291 ab.     | 6,10 ab./km²     |
| Sant Feliu de Pallerols  | 34,80 km²  | 1.202 ab.   | 34,74 ab./km²    |
| Sant Ferriol             | 42,26 km²  | 198 ab.     | 4,69 ab./km²     |
| Sant Jaume de Llierca    | 6,73 km²   | 778 ab.     | 115,60 ab./km²   |
| Sant Joan les Fonts      | 31,80 km²  | 2.660 ab.   | 83,65 ab./km²    |
| Santa Pau                | 49,04 km²  | 1.516 ab.   | 30,91 ab./km²    |
| Tortellà                 | 11,09 km²  | 728 ab.     | 65,64 ab./km²    |